# DB InfraGO
DB InfraGO AG – spółka zależna Deutsche Bahn odpowiedzialna za zarządzanie infrastrukturą kolejową w Niemczech. Została utworzona z połączenia DB Netz AG i DB Station&Service AG.

## Działalność
Według stanu na 2023 r. przedsiębiorstwo zatrudniało 63 800 pracowników i zarządzało siecią kolejową o długości 33 350 kilometrów.
W zarządzie DB InfraGO znajdowało się także 5400 stacji kolejowych, 700 budynków dworcowych, 64 468 rozjazdów, 25 740 mostów oraz 761 tuneli o łącznej długości 654 km.